# Vipio signifer
Vipio signifer är en stekelart som först beskrevs av Walker 1871.  Vipio signifer ingår i släktet Vipio och familjen bracksteklar. Inga underarter finns listade i Catalogue of Life.